# وایرشتراس ۱۴۱۰۰
سیارک ۱۴۱۰۰ (به انگلیسی: 14100 Weierstrass، نامگذاری:1997RQ5) چهارده هزار و صدمین سیارک کشف شده‌است که در ۸ سپتامبر ۱۹۹۷ کشف شد.
قدر مطلق سیارک برابر ۱۳٫۳۰ است.